# Люди-инвалиды (альбом)
«Люди-инвалиды» — второй русскоязычный альбом группы «Тату» (t.A.T.u.), выпущенный 21 октября 2005 года. В альбоме содержатся две песни из английской версии (при этом, аранжировка «Loves Me Not» претерпела изменения). Часть песен была записана во время съёмок реалити-шоу «„Тату“ в Поднебесной».
На стриминговых платформах альбом доступен только в Германии, Болгарии и Мексике.

## Презентация
Презентация альбома состоялась 28 октября 2005 года в московском клубе «Гауди Арена». На презентации присутствовали депутат Государственной Думы Алексей Митрофанов и бывший продюсер группы Иван Шаповалов. Группа исполнила песни «All About Us», «Обезьянка ноль», «Люди-инвалиды», «Новая модель», «Loves Me Not» и «Я сошла с ума».

## Критика

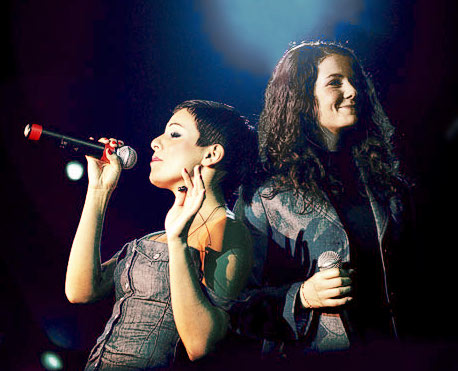
Выступление в «Гауди Арена». Фотограф — Алексей Родин

Вадим Пономарёв (Гуру Кен), музыкальный обозреватель газеты «Взгляд», утверждал, что «Люди-инвалиды» являются лучшим поп-альбомом 2005 года, охарактеризовав его как «мощный и идеальный по качеству записи». Борис Барабанов в своей рецензии для российской версии журнала Rolling Stone писал, что «два альбома „Люди-инвалиды“ и „Dangerous and Moving“ (один для России, другой для Запада) — собрание произведений достаточно высокого качества, чтобы можно было пробиться в чарты и без скандального бэкграунда», а также что "«Люди-инвалиды»/«Dangerous and Moving» — доверху забитый добротно сработанными треками поп-альбом зарубежного производства".
В ноябре 2006 года уполномоченный по правам человека в Республике Коми Леонид Вокуев заявил, что текст на обложке альбома, а также строчки из песни «Люди-инвалиды» являются оскорбительными для инвалидов. Катина и Волкова заявили, что слово «инвалиды» использовалось исключительно в переносном смысле для обозначения «моральных уродов». Однако, как пояснил Вокуев, «В тексте инвалиды сравниваются с механизмами, там говорится об отсутствии у них положительных качеств. Солистки группы заявляют о том, что их неправильно поняли, однако никаких подтверждений тому, что имеется в виду духовная, а не физическая инвалидность, я на диске не нашёл», добавив, что считает это «следствием общественного разложения и деградации».

## Список композиций
| №                   | Название                | Текст песни                                                            | Музыка                                                    | Длительность |
| ------------------- | ----------------------- | ---------------------------------------------------------------------- | --------------------------------------------------------- | ------------ |
| 1.                  | «Люди инвалиды (Intro)» |                                                                        | Иван Шаповалов                                            | 0:49         |
| 2.                  | «Новая модель»          | Валерий Полиенко                                                       | Сергей Галоян                                             | 4:12         |
| 3.                  | «Обезьянка ноль»        | В. Полиенко                                                            | Владимир Адаричев, Андрей Покутный                        | 4:25         |
| 4.                  | «Loves Me Not»          | Эд Буллер, Энди Кубишевски                                             | Э. Буллер, Э. Кубишевски                                  | 3:13         |
| 5.                  | «Космос»                | В. Полиенко                                                            | С. Галоян                                                 | 4:17         |
| 6.                  | «Ты согласна»           | В. Полиенко                                                            | В. Адаричев, А. Покутный                                  | 3:10         |
| 7.                  | «Ничья»                 | Паша Неккерманн, В. Полиенко                                           | П. Неккерман                                              | 3:04         |
| 8.                  | «Вся моя любовь»        | В. Полиенко, Мартин Киршенбаум                                         | С. Галоян                                                 | 5:49         |
| 9.                  | «All About Us»          | Джош Александер, Билли Стейнберг, Джессика Ориглиассо, Лиза Ориглиассо | Д. Александер, Б. Стейнберг, Д. Ориглиассо, Л. Ориглиассо | 3:01         |
| 10.                 | «Что не хватает»        | Иван Демьян                                                            | И. Демьян                                                 | 4:27         |
| 11.                 | «Люди-инвалиды»         | В. Полиенко                                                            | И. Шаповалов                                              | 4:37         |
| Общая длительность: | Общая длительность:     | Общая длительность:                                                    | Общая длительность:                                       | 40:57        |

## Сертификации
| Регион                                                       | Сертификация | Продажи  |
| ------------------------------------------------------------ | ------------ | -------- |
| Россия (NFPF)                                                | Платиновый   | 300,000* |
| * Данные о продажах приведены только на основе сертификации. |              |          |

## Участники записи
- T. A. Music (Юля Волкова, Лена Катина, Борис Ренский, Даша Мищенко, Женя Воеводина) — продюсирование (дорожки 1, 2, 3, 4, 5, 6, 7, 8, 10, 11), концепция (дорожка 11), фотографии, арт-дизайн
- Юля Волкова — вокал
- Лена Катина — вокал
- Сергей Галоян — музыка (дорожки 2, 5, 8), продюсирование (дорожки 2, 3, 5, 7, 8)
- Валерий Полиенко — текст (дорожки 2, 3, 5, 6, 7, 8, 11)
- Дэннис Ингодсби (англ. Dennis Ingodsby) — продюсирование (дорожки 2, 3, 5, 7, 8)
- Эд Буллер (англ. Ed Buller) — музыка и текст (дорожка 4)
- Энди Кубишевски (англ. Andy Kubiszewski) — музыка и текст (дорожка 4)
- Мартин Киршенбаум (англ. Martin Kierszenbaum) — продюсирование (дорожки 1, 4, 9, 11), текст (дорожка 8)
- Xudoznik — аранжировка (дорожки 4, 11)
- Slowman — аранжировка (дорожки 6, 10)
- Владимир Адаричев — музыка (дорожки 3, 6)
- Андрей Покутный — музыка (дорожки 3, 6)
- Паша Неккерманн — музыка и текст (дорожка 7)
- Джош Александер (англ. Josh Alexander) — музыка и текст (дорожка 9)
- Билли Стейнберг (англ. Billy Steinberg) — музыка и текст (дорожка 9)
- Джессика Ориглиассо (англ. Jessica Origliasso) — музыка и текст (дорожка 9)
- Лиза Ориглиассо (англ. Lisa Origliasso) — музыка и текст (дорожка 9)
- Роберт Ортон (англ. Robert Orton) — продюсирование (дорожка 9), сведение, инженер
- Иван Демьян — музыка и текст (дорожка 10)
- Иван Шаповалов — музыка (дорожка 11)
- Борис Ренский — исполнительный продюсер
- Тони Югвал (англ. Tony Ugval) — инженер
- Том Бэйкер (англ. Tom Baker) — мастеринг
- Дэвид Джанк (англ. David Junk) — исполнительный директор